# Ida Straus
Ida Straus (Rosalie Ida Straus (nascida Blun), 6 de fevereiro de 1849 - 15 de abril de 1912) era uma dona de casa teuto-americana e esposa do co-proprietário da Macy's Isidor Straus. Morreu no naufrágio do RMS Titanic juntamente com o seu marido. Ela foi uma tal inspiração para o diretor de Titanic para interpretar a personagem Rose DeWitt Bukater através da atriz Kate Winslet

## Início da vida
Rosalie Ida Blun nasceu em 1849, em Worms, Alemanha para Nathan Blun (1815-1879) e sua esposa Wilhelmine "Mindel" (née Freudenberg; 1814-1868). Ela foi a quinta de sete filhos, incluindo Amanda (1839-1907), Elias Nathan (1842-1878), Louis (1843-1927), Augusta Carolina (1845-1905), Moritz (1850-1858) e Abraham Blun (1853- 1881). Ela emigrou para os Estados Unidos com sua família. [ Quando? ]
Em 1871, Ida Blun casou com Isidor Straus (1845-1912), um empresário teuto-americano. Tiveram sete filhos:
- Jesse Isidor Straus (1872-1936) que se casou com Irma Nathan (1877-1970), e serviu como embaixador dos EUA para a França, 1933-1936
- Clarence Elias Straus (1874-1876), que morreu na infância
- Percy Selden Straus (1876-1944) que se casou com Edith Abraham (1882-1957)
- Sara Straus (1878-1960) que se casou com Dr. Alfred Fabian Hess (1875-1933)
- Minnie Straus (1880-1940) que se casou com Richard Weil (1876-1918)
- Herbert Nathan Straus (1881-1933) que se casou com Teresa Kuhn (1884-1977)
- Vivian Straus (1886-1974) se casou por duas vezes: a primeira com Herbert Adolph Scheftel (1875–1914) e a segunda, em 1917, com George A. Dixon, Jr. (1891–1956)retrato de casamento

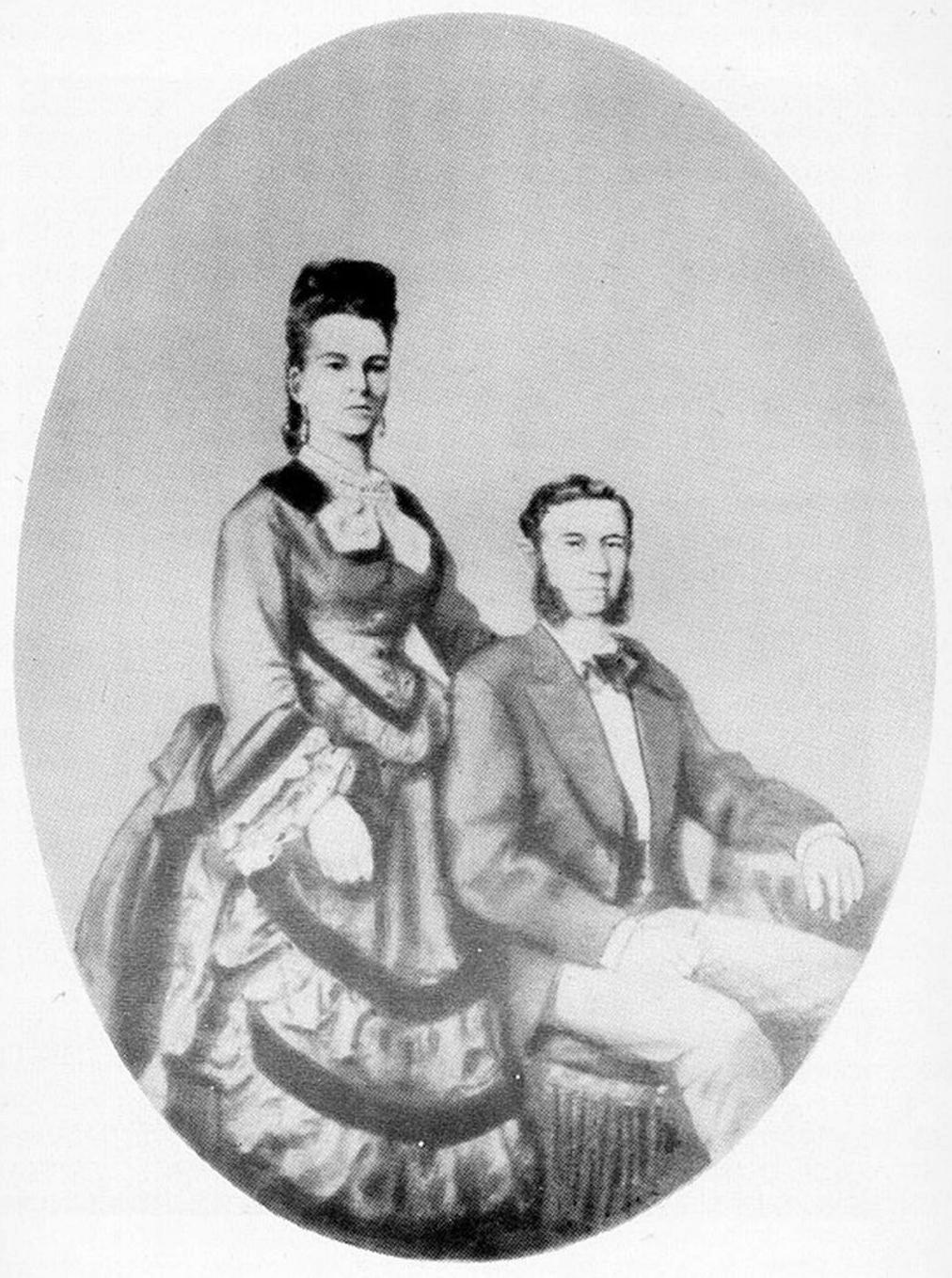

O casal foi considerado especialmente por seus amigos e familiares próximos; quando Isidor viajou como parte das suas funções [ esclarecimentos necessários ] como um representante dos Estados Unidos para New York ou como co-proprietário da Macy, eles trocaram cartas diariamente.

Ida passou o inverno de 1911/1912 na Europa, com seu amado marido Isidor. Eles originalmente planejado para voltar para casa em um navio diferente, mas mudou para Titanic devido a uma greve de carvão na Inglaterra que causou o carvão de outros navios a serem desviados para Titanic.

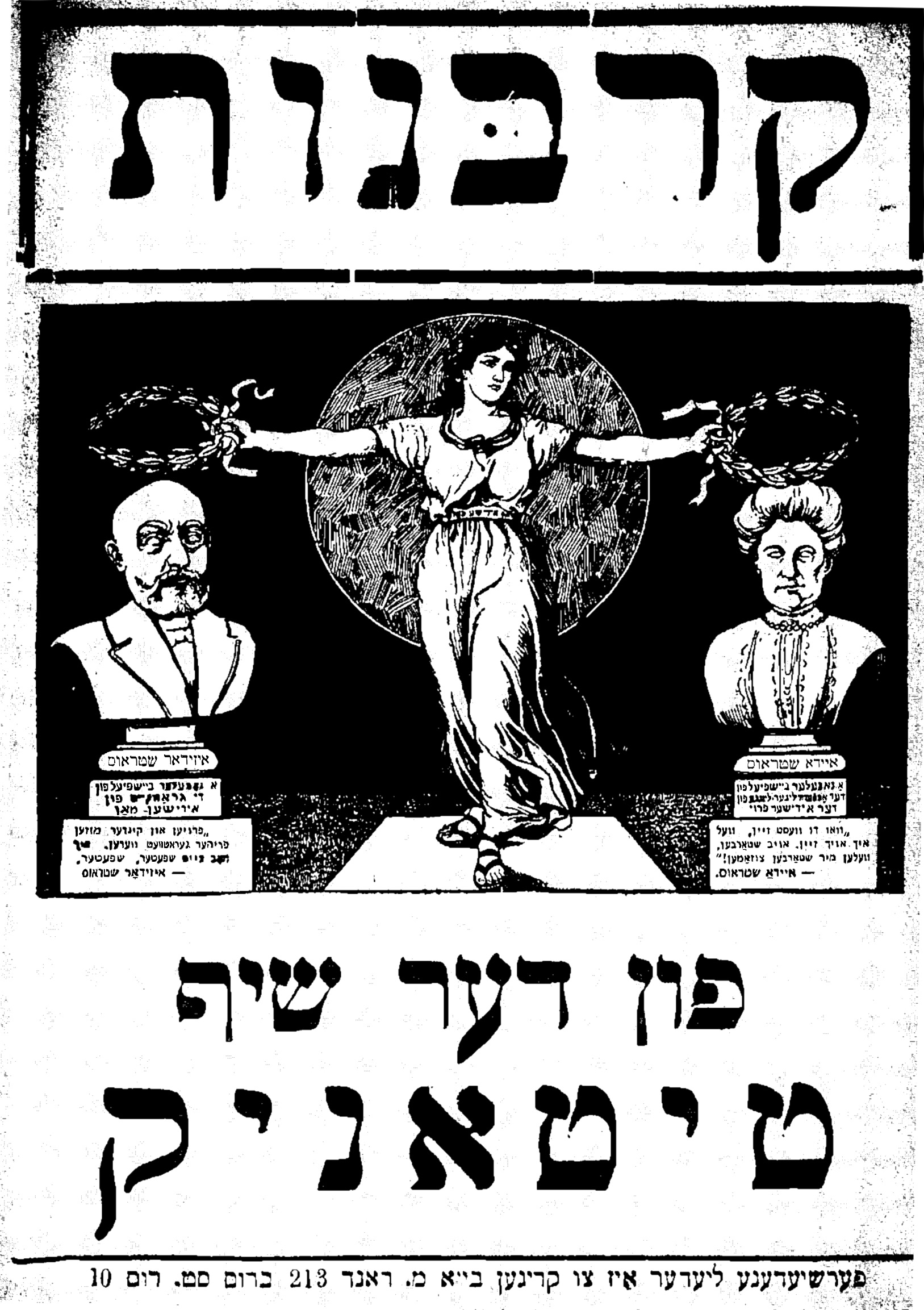

estátuas Isidoro e Ida Strauss sendo abençoado por um anjo, "Sacrifícios do Titanic Navio," Yiddish penny música

## Morte e legado

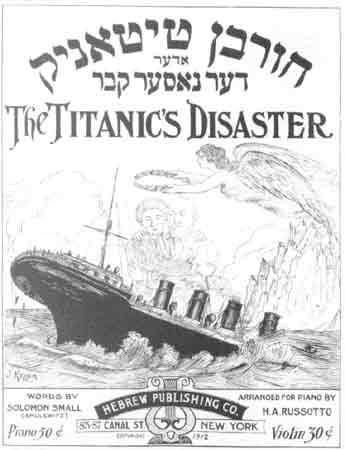
Cópia de uma capa da partitura da música “The Titanic's Disaster”, escrita em 1912..

Na noite do naufrágio, Isidor e Ida Straus foram vistos em pé perto do Lifeboat No. 8 na companhia de empregada da Sra Straus, Ellen Bird. Embora o oficial encarregado do barco salva-vidas estivesse disposto a permitir que o casal de idosos fosse a bordo do barco salva-vidas com a senhorita Bird, Isidor Straus se recusou a ir embora houvesse mulheres e crianças ainda no navio. Ele pediu que sua esposa embarcasse, mas ela se recusou, dizendo: "Temos vivido juntos por muitos anos. Onde você for, eu vou." Suas palavras foram testemunhados por aqueles já no barco salva-vidas No. 8, bem como muitos outros que estavam no convés do barco no momento. Isidor e Ida foram vistos pela última vez em pé de braços dados no convés.
Quando os sobreviventes do desastre chegaram a Nova York a bordo do RMS Carpathia, muitos, inclusive Ellen Bird, falaram a repórteres da lealdade e fidelidade de Straus para com o marido. Sua história atingiu um acorde com as pessoas ao redor do mundo. Rabinos falaram com suas congregações sobre seu sacrifício; artigos em iídiche e em alemão jornais exaltaram sua coragem; uma canção popular que caracteriza a história de Ida Straus, "Desastre do Titanic", tornou-se popular entre os judeus-americanos.
Embora o corpo de Isidor tenha sido recuperado, o corpo de Ida não foi. Um cenotáfio no mausoléu Straus no Cemitério de Woodlawn , no Bronx é dedicado a Isidor e Ida juntos. Em sua inscrição lê-se: "As muitas águas não podem apagar o amor - nem os rios afogá-lo."

## Retratos
- Helen Van Tuyl (1953) (Titanic)
- Helen Misener (1958) (A Night to Remember)
- Nancy Nevinson (1979) (SOS Titanic) (filme para TV)
- Janie Woods-Morris (1996) ( Titanic) (minissérie TV)
- Elsa Corvo (1997) (Titanic)
- Alma Cuervo (1997) (Titanic) (Broadway Musical) Quando Ida decidiu ficar com seu marido, eles cantaram a música "Still".memorial 106th Street

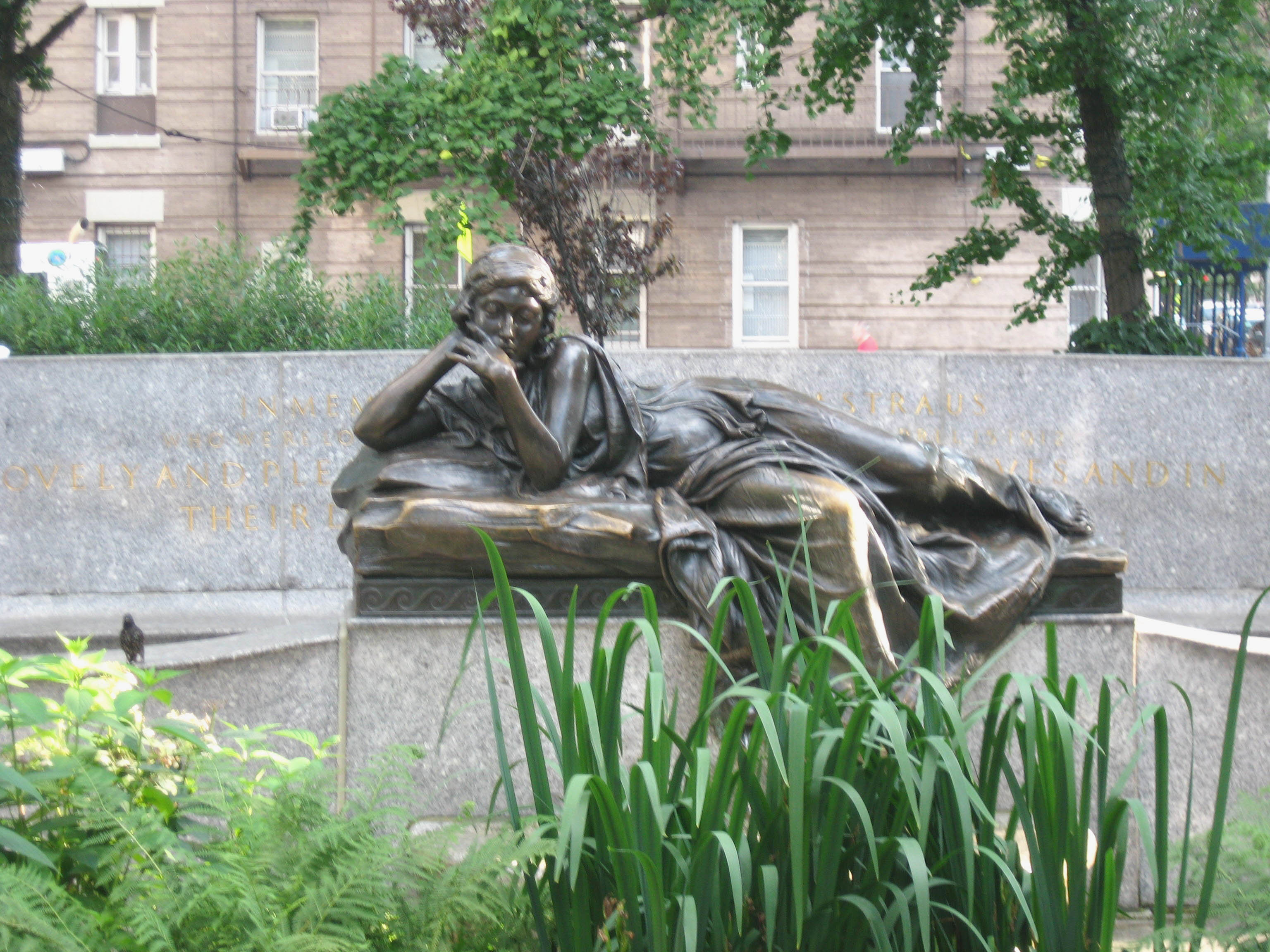

## Memoriais
Existem quatro memoriais para Isidor e Ida Straus em sua casa adotiva de New York City:
- Uma placa memorial está localizado na entrada principal do 34th Street para Armazém de Macy em Manhattan. Foi fechado ao público após 2001 e usado como um armazém por muitos anos. A entrada tem tectos de 21 pés de altura, um arco de granito de dois andares e duas placas de latão - um comemorando a morte de Ida e Isidor Straus no Titanic em 1912, e um segundo funcionários Honoring que morreram na Primeira Guerra Mundial I. A " entrada Memorial "foi reaberto em novembro de 2013.
- O Isidor e Ida Straus Memorial está localizado em Straus parque no cruzamento da Broadway e West End Avenue em W. 106th Street (Duke Ellington Boulevard), em Manhattan.
- Nova York escola pública PS 198 em Manhattan também é nomeado após as Strauses.
- Os restos mortais de Isidor Straus foram recuperadas pela CS Mackay-Bennett e foram enterrados no Cemitério de Woodlawn, no Bronx. Sua lápide também serve como um cenotáfio para sua esposa.